# خورچاه (بندرعباس)
خورچاه، روستایی در دهستان دهنو بخش قلعه قاضی شهرستان بندرعباس در استان هرمزگان ایران است.

## جمعیت
بر پایه سرشماری عمومی نفوس و مسکن در سال ۱۳۹۵، جمعیت این روستا برابر با ۷۶۴ نفر (۱۹۵ خانوار) بوده‌است.